# アザメチホス
アザメチホス（英：Azamethiphos）は有機チオリン酸系殺虫剤である。寄生虫、特にSea liceを駆除するために、タイセイヨウサケやその他の魚の養殖に使用される動物用医薬品である。ヨーロッパでは殺虫剤にも使用されている。 

## 作用機序
アザメチホスなどの有機リン系殺虫剤は、アセチルコリンエステラーゼの働きを阻害する。したがって、アセチルコリンは残り続け、電気信号は中断されることなく進行する。この現象は生物の過剰興奮を引き起こし、最終的には昆虫は死に至る。
アザメチホスは昆虫のクチクラまたはクチクラ開口部から浸透する、また、消化器系からの摂取・吸収によっても作用する。

## 登録
ヨーロッパでは、アザメチホスは殺虫剤として使用されるBiocide Regulation 528/2012による活性物質である。
ヨーロッパでは、主に業務用の殺虫剤など、いくつかの殺生物剤に使用されている。飼育場のハエに対して使用される。

## 安定性
アザメチホスは、特に低pHでは加水分解にセンシティブである。

## 毒性
アザメチホスの経口急性毒性は中程度で、LD50はラットで834mg/kg、ハムスターで1764mg/kgである。経皮急性毒性は非常に低く、ウサギのLD50は2020mg/kg超と6000mg/kg超、ラットのLD50は2150mg/kg超と報告されている。  
アザメチホスは眼や皮膚を刺激する。吸い込んだりや飲み込んだりすると有害である。また、発がん性物質である可能性もあり、臓器に損傷を与えることもあると考えられている。

## 環境毒性
アザメチホスは環境毒性が非常に強く、オオミジンコのLC50は0.33μg/Lである。また、鳥類に対する経口急性毒性も高いとされている。  
ニジマスの養殖にアザメチホスを殺虫剤として使用した場合、魚体内のタンパク質に変化を引き起こすことが判明している。変化したタンパク質は通常、マスの血栓形成、免疫反応、遊離ヘム結合に関連している。こうした変化のほかに、魚の組織損傷も記録されている。その他の研究結果では、魚の鉄の動態に変化があり、臓器への鉄の蓄積や、体内の鉄の沈着による慢性的な腎臓障害の可能性があることが示されている。魚の養殖に使用した場合の悪影響に加え、散布後の環境への影響がある。水中では比較的早く分解されるが、水生環境で拡散し、ロブスターの幼生など他の種に悪影響を与える。

## 暴露による健康への影響
アザメチホスの一般的な暴露経路は経皮及び摂取である。低用量のアザメチホスに暴露された場合、excessive salivationとeye-wateringが一般的な症状として現れる。高用量では激しい吐き気・嘔吐、発汗、徐脈、痙攣などのより重篤な症状が現れる。筋力低下も頻繁にみられ、呼吸筋に及ぶと死に至ることもある。アザメチホスへの曝露を防ぐには、保護具を着用や曝露した皮膚を洗ってから他の表面に触れるなどがある。 
アザメチホスへの暴露は女性には異なる影響を与える可能性がある。アザメチホスへの暴露が続くと、生殖能力への影響、月経周期の乱れ、自然流産、死産、胎児の成長と発育の障害を引き起こす可能性がある。